# Paris Saint-Germain (judo)
Pour l’article homonyme, voir Paris judo pour le club omnisports disparu en 2007.
La section judo du Paris Saint-Germain ou Paris Saint-Germain Judo est un club de judo professionnel français fondé en 2017 et basé à Paris en France.
En septembre 2017 est annoncé la réouverture d'une section judo au sein du PSG, 15 ans après le passage de 1992 à 2002 (voir Paris judo), avec le champion olympique Teddy Riner comme figure de proue du projet. Le 21 septembre 2018, cette nouvelle section prend forme avec le recrutement de 14 judokas et la création d'une école de judo, ainsi que l'inauguration du Dojo Place d'Italie en octobre. Un autre champion olympique Djamel Bouras est nommé président du PSG Judo. Actuellement, le club est composé de 36 judokas cadets, juniors et seniors : vingt-trois hommes et treize femmes.

## Histoire

### Fondement et approche initiale
Le 1er septembre 2017, le président du club de football du Paris Saint-Germain, Nasser Al-Khelaïfi, annonce la création du Paris Saint-Germain Judo, la section judo du club. Le communiqué de presse est accompagné de la signature pour cinq ans du judoka français Teddy Riner, double champion olympique, afin de mener le projet.
Au départ, le PSG Judo était censé être composé d'une équipe de judokas de tous âges, exclusivement masculins, ayant pour but de réussir dans les compétitions françaises et internationales. Cependant, lors de la première saison d'existence du PSG Judo, Teddy Riner reste le seul judoka du club. Les judokas contactés pour rejoindre Riner dans le nouveau projet parisien n'étaient pas convaincus par les conditions contractuelles proposées : contrats à durée déterminée d'un an, assortis de salaires peu attractifs (moins de 4 000 euros par mois). Walide Khyar (champion d'Europe des -60 kg), Benjamin Axus (champion de France des -73 kg) ou Pape Ndiaye (champion de France des -81 kg) ont décliné la proposition. En conséquence, l'approche exclusivement masculine du club est remise en cause.

### Le PSG Judo prend forme
En septembre 2018, un an après son lancement, le club engage 14 judokas (neuf hommes et cinq femmes) aux côtés de Teddy Riner, ouvre l'école de judo du Paris Saint-Germain et inaugure son Dojo, situé au complexe Club Med Gym (CMG) de la porte d'Italie dans le 13e arrondissement de Paris.
Le Paris Saint-Germain Judo commence la saison 2018-19 avec une équipe composée de dix judokas masculins et de cinq judokas féminins pour un total de 15 judokas, dont le multiple champion du monde et double champion olympique Teddy Riner. Les judokas féminins sont Faiza Mokdar, championne d'Europe junior à Sofia mi-septembre, Habi Magassa, Lalou Lebrun, Mélanie Vieu et Carla NZossi,, tandis que les judokas masculins sont Heydar Ouchen, Yhonice Goueffon, Joris Agbegnenou, Widdman Laudort, Hugo Métifiot, Keïta, Christopher Mvuama, Israil Dakayev et Teddy Riner,.

### Saison 2018-2019: Premières compétitions et titres
En novembre 2018, la nouvelle formation fait ses débuts dans le judogi du PSG lors des championnats de France de première division, où Faiza Mokdar, l'un des plus grands espoirs du judo français, procure son premier titre au club parisien,. Mokdar est couronnée championne senior (−52 kg) après avoir battu la vice-championne de France 2017 Astride Gneto en finale, et devient ainsi championne de France cadette, junior et sénior en 2018 (un triplé inédit dans l'histoire du judo français). La victoire lui offre la qualification pour le Grand Slam de Paris, le tournoi de judo le plus prestigieux au monde,.
Le même mois, l'équipe masculine junior du PSG Judo termine troisième des Championnats d'Ile-de-France et se qualifie pour les Championnats de France le 2 décembre 2018, où le club célèbre son premier titre d'équipe nationale dans cette catégorie d'âge. En mars 2019, lors des championnats de France juniors individuels, le PSG Judo repart avec sept médailles, dont trois titres pour Hugo Métifiot (−73 kg), Eniel Caroly (−90 kg) et Tanou Keita (−100 kg), et termine premier club de ces championnats de France juniors. Entre mars et juillet 2019, le PSG accumulent les médailles aux Coupes européennes juniors dont plusieurs titres européens. 
En mai ont lieu les championnats de France seniors de 2e division à Villebon-sur-Yvette, Mélanie Vieu (−48 kg) et Christopher Mvuama (−100 kg) sont respectivement médaillés d'or et de bronze. Ils sont donc qualifiés pour les championnats de France seniors de 1re division qui auront lieu début novembre à Amiens. Le 7 juillet 2019, Teddy Riner fait son retour à la compétition à l'occasion du Grand Prix de Montréal, au Canada. Absent des tatamis depuis 20 mois, il remporte la médaille d'or en venant à bout du Japonais Hisayoshi Harasawa.

### Saison 2019-2020
Au cours de l'été 2019, le PSG Judo accueille de nouvelles recrues avec notamment les arrivées d'Ophélie Vellozzi (−57 kg) et Laura Espadinha (−52 kg) pour l'équipe féminine de judo,, ainsi que celles d'Antony Duporge (−60 kg), Sina Sadroleslami (−66 kg) et Ahmed-Yacoub Belkahla (−60 kg) pour l'équipe masculine. Ce dernier s'offre d'ailleurs un titre dès sa première compétition avec le PSG Judo, à la coupe européenne seniors de Bratislava. Aux championnats d'Europe juniors, Faiza Mokdar conserve son titre en −52 kg. Quant à Teddy Riner, il continue sa montée en puissance en vue des JO 2020 avec une nouvelle victoire, au Grand Slam de Brasilia en octobre.
En novembre, le PSG revient des championnats de France seniors de première division à Amiens avec deux médailles, l'argent de Mélanie Vieu (−48 kg) et le bronze d'Ophélie Vellozzi (−57 kg). Les juniors féminines de club remporte le même mois les championnats d'Île-de-France par équipes et rejoignent les masculins, tenants du titre national, au championnat de France juniors par équipes en décembre. Le PSG réalise alors le doublé en remportant les titres juniors nationaux par équipes masculin et féminin, une première historique,. Une semaine plus tard, l'équipe masculine sénior remporte les championnats de France par équipes de deuxième division et se qualifie pour la première division qui devait avoir lieu en mars 2020 à Brest.
Aux championnats de France juniors à Villebon-sur-Yvette en février et mars 2020, le PSG ramène huit médailles dont trois en or et se classe pour la deuxième année consécutive premier club français. La pandémie de Covid-19 stoppe l'élan des Parisiens avec l'arrêt des compétitions à partir de mars. Durant l'été 2020, le PSG recrute quatre nouveaux jeunes judokas avec Clara Wentzler (−63 kg), Driss Masson Jbilou (−60 kg), Khamzat Saparbaev (−100 kg) et Lou-Anne Brustel (−78 kg),. Fin août, le club parisien se renforce sérieusement en signant deux membres de l'équipe de France féminine pour deux ans : Marie-Ève Gahié, championne du monde des −70 kg en 2019, et Romane Dicko, championne d'Europe des +78 kg en 2018 et notamment vainqueure du Grand Slam de Paris en 2020. Alpha Oumar Djalo (−81 kg) s'engage également pour un an.

## Structures
Le club de football du Paris Saint-Germain, club parent du PSG Judo, a la volonté de devenir l'un des plus grands clubs sportifs du monde. La résurrection de cette cinquième section sportive (football masculin, football féminin, handball masculin en 2013 et esport en 2016) fait partie de la stratégie de développement du club. Le judo au PSG n'est pas entièrement nouveau. La section existait déjà entre 1992 et 2002 (aujourd'hui Paris judo) avec des champions olympiques tels que David Douillet et Djamel Bouras,.

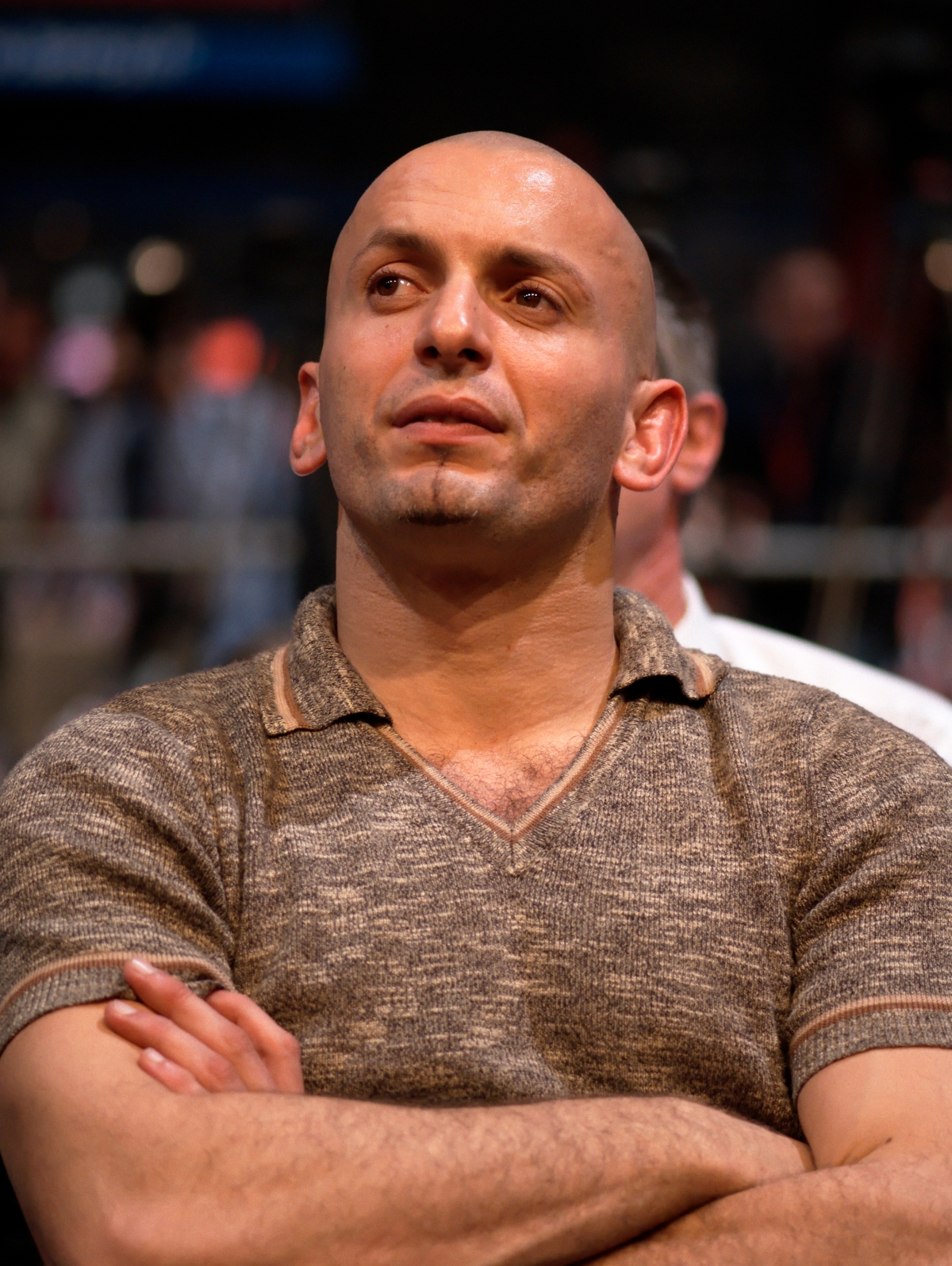
Le président du PSG Judo, Djamel Bouras.

Pour Teddy Riner, le judo du Paris Saint-Germain a trois objectifs principaux : développer les meilleurs judokas de demain, y compris ceux qui participeront aux Jeux olympiques d'été de 2024 à Paris ; offrir au grand public la possibilité de pratiquer le judo avec des cours spéciaux pour les femmes, les personnes âgées et les enfants, en particulier ceux issus de quartiers défavorisés ; et lancer des activités caritatives à travers le sport,,. Djamel Bouras a lui proposé un plan axé autour de trois points pour le club : l'école de judo, le judo solidaire et le haut niveau. L'objectif est de créer un projet social, en créant notamment un lien avec les villes populaires de proche banlieue.

### École
Au sein du complexe CMG Sports Club One Italie, l'école de judo du Paris Saint-Germain accueille toutes les catégories d'âge, des enfants de 4 ans aux adultes. L'école est dirigée par Nicolas Mossion, directeur technique du PSG Judo,.
Selon le président du club, Djamel Bouras, l'école créera également une section de solidarité avec le judo qui donnera aux jeunes de la région une initiation au sport. Le PSG Judo travaille en étroite collaboration avec d'autres clubs de la région, la Ligue de judo d'Ile-de-France et la Fédération française de judo, afin d'aider le club et le sport à se développer.

### CMG Dojo
Après l'ouverture de l'école de judo en septembre 2018, le président du PSG Judo, Djamel Bouras, la vedette du club, Teddy Riner, et plusieurs représentants des autres divisions sportives du Paris Saint-Germain se sont réunis dans le 13e arrondissement de Paris pour inaugurer le Dojo de la section judo du club, où les jeunes judokas s'entraînent depuis le début de la saison 2018-2019,,. Les footballeurs Kylian Mbappé, Layvin Kurzawa, Maxwell, Laure Boulleau et Ashley Lawrence, les handballeurs Bruno Martini et Daniel Narcisse et les joueurs esport « DaXe » et « Ferra » figuraient parmi ceux présents à la cérémonie d'inauguration.
Le siège du cinquième sport du Paris Saint-Germain est située dans une partie dédiée du complexe CMG Sports Club One Italie. Le Dojo de 180 m² de la Porte d'Italie est décoré aux couleurs du club et abrite une école de judo ouverte à tous, ainsi que des installations d'entraînement de haut niveau pour Teddy Riner et les 14 autres judokas.

## Palmarès

### Par équipe
Compétitions européennes (6)
- Ligue des champions (4)
  -  Vainqueur en 2023 (Féminins)[36]
  -  Vainqueur en 2024 (Mixte)
  -  Troisième en 2022 (Féminins)
  -  Troisième en 2023 (Masculins)[36]

- Europa league senior (2)
  -  Vainqueur en 2021 (Masculins)
  -  Vainqueur en 2021 (Féminines)

 Compétitions françaises (7)
- Championnat de France senior par équipes de clubs 1 division (2)
  -  en 2021 (Masculins)
  -  en 2021 (Féminines)
- Championnat de France seniors par équipes de clubs 2e division (1)
  -  Vainqueur en 2019 (Masculins)[26]
- Championnat de France par équipes de clubs juniors (3)
  -  Vainqueur en 2018 et 2019 (Masculins)[10],[24]
  -  Vainqueur en 2019 (Féminines)[24]
- Championnat d'Île-de-France par équipes de clubs juniors (1)
  -  Vainqueur en 2019 (Féminines)[23]

### Individuel
Compétitions françaises (39)
- Championnat de France individuel seniors (18)
  -   Or pour Faiza Mokdar (−52 kg puis -57 kg) en 2018,2022,2023 et 2024 [8]
  -  Or pour Alpha Oumar Djalo (-81kg) en 2021[37]
  -  Or pour Lyse Vermisse en (−78 kg) en 2023

- -  Argent pour Mélanie Vieu (−48 kg) en 2019 et 2022 [22]
  -  Argent pour Martha Fawaz (−48 kg) en 2019 et 2022 [22]
  -  Argent pour Faiza Mokdar (−57kg) en 2021[22]
  -  Bronze pour Mélanie Vieu (−48 kg) en 2021 et 2023 [13],[27]
  -  Bronze pour Martha Fawaz en 2021 et 2023 (−57 kg)[38]
  -  Bronze pour Ophélie Vellozzi (−57 kg) en 2019[22]
  -  Bronze pour Driss Masson Jbilou (−66 kg) en 2023
  -  Bronze pour Kelvin Ray (−60 kg) en 2024[22]
- Championnat de France individuel seniors de 2e division (2)
  -  Or pour Mélanie Vieu (−48 kg) en 2019[14]
  -  Bronze pour Christopher Mvuama (−100 kg) en 2019[14]
- Championnat de France individuel juniors (19)
  -  Or pour Hugo Métifiot (−73 kg) en 2019[13]
  -  Or pour Eniel Caroly (−90 kg) en 2019[13]
  -  Or pour Tanou Keita (−100 kg) en 2019[13]
  -  Or pour Faiza Mokdar (−52 kg) en 2020[39]
  -  Or pour Ophélie Vellozzi (−57 kg) en 2020[39]
  -  Or pour Habi Magassa (−78 kg) en 2020[27]
  -  Or pour Martha Fawaz en (−57 kg) en 2022
  -  Or pour Kelvin Ray (−60kg) en 2023[27]
  -  Argent pour Israil Dakayev (−66 kg) en 2019[13]
  -  Argent pour Christopher Mvuama (−100 kg) en 2019[13]
  -  Argent pour Martha Fawaz (−57 kg) en 2020[39]
  -  Argent pour Kelvi Ray (−60 kg) en 2024 [39]
  -  Bronze pour Mélanie Vieu(−48kg) en 2018[39]
  -  Bronze pour Yhonice Goueffon (−66 kg) en 2019 et 2020[13],[39]
  -  Bronze pour Joris Agbegnenou en 2019 (−90 kg) et 2020 (−100 kg)[13],[27]
  -  Bronze pour Antony Duporge (−60 kg) en 2020[39]
  -  Bronze pour Nabil Hachem (−73 kg) en 2020[39]

 Compétitions européennes (16)
Championnats d'Europe juniors (2)
- Or pour Faiza Mokdar (−52 kg) en 2018 et 2019[4],[20]

Coupes européennes juniors (13)
- Malaga (1)
  -  Or pour Hugo Metifiot (−73 kg) en 2019[44]
  -  Bronze pour Eniel Caroly (−90 kg) en 2019[44]
  -  Bronze pour Tanou Keita (−100 kg) en 2019[44]
- Leibnitz (1)
  -  Or pour Faiza Mokdar (−52 kg) en 2019[45]
- Paks (1)
  -  Or pour Eniel Caroly (−90 kg) en 2019[14]
- Berlin (1)
  -  Or pour Faiza Mokdar (−52 kg) en 2019[46]
- Poznań
  -  Argent pour Eniel Caroly (−90 kg) en 2019[47]
  -  Bronze pour Yhonice Goueffon (−66 kg) en 2019[47]
  -  Bronze pour Tanou Keita (−100 kg) en 2019[47]
- Coimbra
  -  Bronze pour Yhonice Goueffon (−66 kg) en 2019[48]
  -  Bronze pour Tanou Keita (−100 kg) en 2019[48]
- Sarajevo
  -  Bronze pour Israil Dakayev (−66 kg) en 2019[49]
  -  Bronze pour Eniel Caroly (−90 kg) en 2019[49]

Coupes européennes séniors (1)
- Bratislava (1)
  -  Or pour Ahmed-Yacoub Belkahla (−60 kg) en 2019[19]

 Compétitions internationales (11)
- Teddy Riner − Grand Prix de Montréal 2019 (+100 kg)[15]
- Teddy Riner − Grand Slam de Brasilia 2019 (+100 kg)[21]

## Judokas actuels

### Femmes
| Nom                 | Date de naissance | Catégorie | Depuis |
| ------------------- | ----------------- | --------- | ------ |
| Mélanie Vieu        | 16 décembre 1998  | −48 kg    | 2018   |
| Faiza Mokdar        | 16 juillet 2001   | −52 kg    | 2018   |
| Lalou Lebrun        | 6 janvier 1999    | −52 kg    | 2018   |
| Laura Espadinha     | 17 novembre 2000  | −52 kg    | 2019   |
| Amandine Buchard    | 12 juillet 1995   | −52 kg    | 2021,  |
| Ophélie Vellozzi    | 1er février 2000  | −57 kg    | 2019   |
| Martha Fawaz        | 3 juillet 2002    | −57 kg    | 2019   |
| Clara Wentzler      | 28 janvier 2000   | −63 kg    | 2020   |
| Carla NZossi Elecka | 9 mai 1998        | −70 kg    | 2018   |
| Juliette Diollot    | 18 avril 2002     | −70 kg    | 2019   |
| Marie-Ève Gahié     | 27 novembre 1996  | −70 kg    | 2020   |
| Habi Magassa        | 12 avril 2001     | −78 kg    | 2018   |
| Lou-Anne Brustel    | 17 mai 2000       | −78 kg    | 2020   |
| Romane Dicko        | 30 septembre 1999 | +78 kg    | 2020   |
| Margaux Pinot       | 6 janvier 1994    | −70 kg    | 2023   |

### Hommes

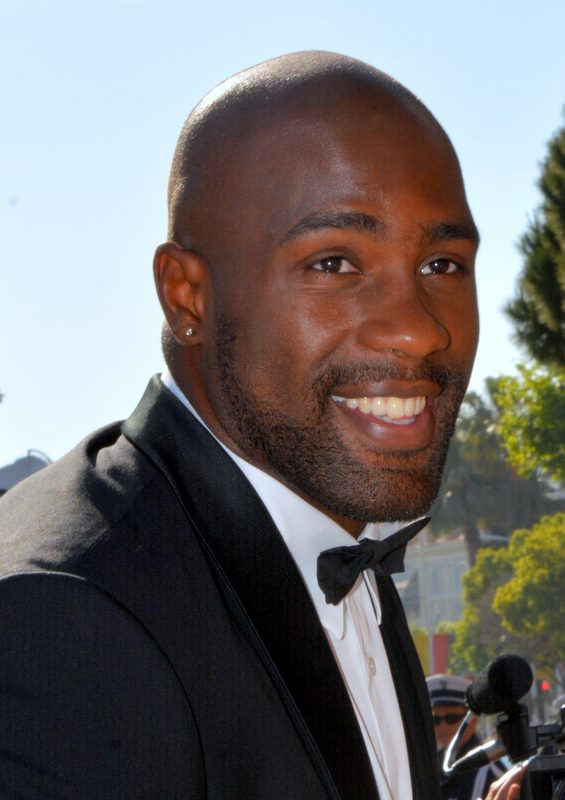
Teddy Riner, l'homme à l'origine de la réouverture de la section judo.

| Nom                      | Date de naissance     | Catégorie | Depuis |
| ------------------------ | --------------------- | --------- | ------ |
| Heydar Ouchen            | 28 décembre 2001      | −55 kg    | 2018   |
| Yhonice Goueffon         | 26 décembre 2000      | −60 kg    | 2018   |
| Ahmed-Yacoub Belkahla    | 15 décembre 1999      | −60 kg    | 2019   |
| Antony Duporge           | 9 août 2000           | −60 kg    | 2019   |
| Driss Masson Jbilou      | 6 mai 2002            | −60 kg    | 2020   |
| Widdman Laudort          | 18 septembre 1999     | −66 kg    | 2018   |
| Israil Dakayev           | 10 avril 1999         | −66 kg    | 2018   |
| Sina Sadroleslami        | 11 février 1998       | −66 kg    | 2019   |
| Bilel Yousfi             |                       | −73 kg    | 2019   |
| Nabil Hachem             | 6 février 2002        | −73 kg    | 2019   |
| Widdman Laudort          | 18 septembre 1999     | −73 kg    | 2019   |
| Luca Otman               | 26 juin 1995 (25 ans) | −73 kg    | 2020   |
| Eniel Caroly             | 8 octobre 1999        | −81 kg    | 2018   |
| Hugo Metifiot            | 13 février 1999       | −81 kg    | 2018   |
| Amaury Assiga            | 11 février 1999       | −81 kg    | 2019   |
| Adam Tazabaev            | 8 août 2002           | −81 kg    | 2019   |
| Arnaud Aregba            | 20 février 2002       | −81 kg    | 2019   |
| Alpha Oumar Djalo        | 5 septembre 1996      | −81 kg    | 2020   |
| Joris Agbegnenou         | 27 mars 2000          | −100 kg   | 2018   |
| Tanou Keita              | 13 octobre 1999       | −100 kg   | 2018   |
| Christopher Mvuama       | 26 avril 1999         | −100 kg   | 2018   |
| Abdoullah Khadzhimuradov | 2 janvier 2002        | −100 kg   | 2019   |
| Khamzat Saparbaev        | 16 mai 2001           | −100 kg   | 2020   |
| Teddy Riner              | 7 avril 1989          | +100 kg   | 2017   |

## Dirigeants
| Fonction                                         | Nom                                             | Depuis |
| ------------------------------------------------ | ----------------------------------------------- | ------ |
| Président                                        | Djamel Bouras                                   | 2018   |
| Directeur technique Directeur de l'école de judo | Nicolas Mossion                                 | 2018   |
| Entraîneurs                                      | Nicolas Mossion Julien Boussuge Laurent Calléja | 2018   |